# Antoine Tézenas
Pour les articles homonymes, voir Tézenas.
Antoine Tézenas, né le 16 janvier 1815 à Saint-Martin-ès-Vignes (Aube) et mort le 23 mars 1896 à Paris, est un militaire et homme politique français.

## Biographie
Entré à l'École polytechnique en 1834, Antoine Tézenas entame une carrière militaire qui l'amène au grade de colonel, quand il prend sa retraite en 1875. 
En 1876, il est élu député de l'Aube, et conserve ce siège jusqu'en 1885, date à laquelle il entre au Sénat où il reste jusqu'à son décès en 1896. Il siège au groupe de la Gauche républicaine à la Chambre et à l'Union républicaine au Sénat et s'occupe des questions militaires. Lors de la crise du 16 mai 1877, il est l'un des 363 députés qui s'opposent au gouvernement de Broglie. 

## Sources
- « Antoine Tézenas », dans Adolphe Robert et Gaston Cougny, Dictionnaire des parlementaires français, Edgar Bourloton, 1889-1891 [détail de l’édition] [texte sur Sycomore]
- « Antoine Tézenas », dans le Dictionnaire des parlementaires français (1889-1940), sous la direction de Jean Jolly, PUF, 1960 [détail de l’édition] [texte sur Sycomore]